# Kanton Saint-Brieuc-Sud
Kanton Saint-Brieuc-Sud (fr. Canton de Saint-Brieuc-Sud) je francouzský kanton v departementu Côtes-d'Armor v regionu Bretaň. Tvoří ho pouze jižní část obce Saint-Brieuc.